# Ивахово (Смоленская область)
Ивахово — деревня в Смоленском районе Смоленской области России. Входит в состав Стабенского сельского поселения. Население — 5 жителей (2007 год). 
Расположена в западной части области в 9 км к северо-востоку от Смоленска, в 2 км севернее автодороги М1 «Беларусь», на берегу реки Колодня. В 11 км южнее деревни расположена железнодорожная станция Смоленск-Сортировочный на линии Москва — Минск.

## История
В годы Великой Отечественной войны деревня была оккупирована гитлеровскими войсками в июле 1941 года, освобождена в сентябре 1943 года. 